# Nguyên lý tác dụng tối thiểu
Trong vật lý học phi tương đối tính, nguyên lý tác dụng tối thiểu – hoặc chính xác hơn, nguyên lý tác dụng dừng, cũng được gọi là nguyên tắc tác dụng ổn định – là một nguyên lý biến phân khi áp dụng cho tác dụng của một cơ hệ có thể thu được phương trình chuyển động cho hệ đó bằng phát biểu rằng quỹ đạo của hệ phải thỏa mãn trung bình hiệu giữa động năng và thế năng là nhỏ nhất hoặc lớn nhất trong một khoảng thời gian. Nó được gọi là quỹ đạo ổn định nếu hiệu này là nhỏ nhất. Trong thuyết tương đối, hiệu trung bình này phải là nhỏ nhất hoặc lớn nhất. Có thể dùng nguyên lý này để tìm ra phương trình chuyển động của cơ học Newton, cơ học Lagrange, và cơ học Hamilton. Về mặt lịch sử, nó được gọi là "tối thiểu" bởi vì nghiệm của nó đòi hỏi phải tìm quỹ đạo có sự thay đổi ít nhất từ các quỹ đạo gần. Các biểu thức của nó trong cơ học cổ điển và điện từ học là những hệ quả của cơ học lượng tử, nhưng phương pháp tác dụng dừng có vai trò trong sự phát triển của cơ học lượng tử.